# Necosliwoten
Necosliwoten (danas Nak'azdli ili Nak'azdli Whuten; Nikozliautin u značenju "when arrows were flying"; ili people of the river covered with the enemy's arrows), jedna od bandi Carrier Indijanaca koje je obitavalo, prema Swantonu, na jezeru Stuart Lake u Britanskoj Kolumbiji, i na rijeci Pinchi Kanada. Imali su dva sela Nakraztli i Pintce. Populacija ime je 1906 iznosila 234; suvremena populacija oko 1.500.
Swanton ovu bandu naziva Nikozliautin, a poznati su i kao Necoslie band i Stuart Lake Band. Ime im dolazi po jednoj plemenskoj legendi u kojoj su patuljci napali njihovo selo u tolikom broju da je površina rijeke Stuart bila prekrivena plutajućim strijelama.
Danas im je glavno naselje na rezervatu Necoslie I.R. No. 1, a i članovi su Carrier-Sekani Tribal Council (CSTC), koji uključuje i bande Burns Lake Band (Ts'il Kaz Koh First Nation), Nak'azdli Band, Nad’leh Whuten, Saik'uz First Nation, Takla Lake First Nation, Tl'azt'en Nation i Wet'suwet'en First Nation.
Pleme se danas bavi šumarskim poslovima, privatnim biznisom (konstrukcija kuća) i traperskim lovom.
Rezervati: Beaver Islands 8, Carrier Lake 15, Veliko medvjeđe jezero 16, Inzana Lake 12, Mission Lands No. 17, Nak'azdli, Nehounlee Lake (Six Mile Lake) 13, Six Mile Meadow 6, Sowchea 3, Sowchea 3a, Stuart Lake (Dunah Island) 10, Stuart Lake (Hungry Island) 9, Tatsadah Lake 14, Tatselawas (Stuart River) 2, Uzta (Nahounli Creek) 4, Uzta (Nahounli Creek) 7a, Williams Prairie Meadow 1a